# Форманчук Олександр Андрійович
Олександр Андрійович Форманчук (нар. 16 вересня 1946, село Житинці, тепер Житомирського району Житомирської області) — радянський і кримський діяч, секретар Кримського обласного комітету КПУ, заступник голови Ради міністрів Криму, т.в.о. голови Суспільної палати Криму.

## Біографія
Народився в селянській родині.
У березні — серпні 1969 року — завідувач відділу учнівської молоді Залізничного районного комітету ЛКСМУ міста Сімферополя. Член КПРС.
У 1969 році закінчив Кримський педагогічний інститут.
У 1969—1970 роках — оператор Сімферопольського головпоштамту.
У 1970—1971 роках — науковий співробітник Кримського краєзнавчого музею.
У 1971—1975 роках — викладач суспільних дисциплін Прибрежненського радгоспу-технікуму Сакського району Кримської області.
У 1975—1979 роках — референт; в 1979—1985 роках — відповідальний секретар; в 1985—1988 роках —заступник голови правління Кримської обласної організації товариства «Знання».
У 1988—1991 роках — завідувач сектора, 1-й заступник завідувача, завідувач ідеологічного відділу Кримського обласного (республіканського) комітету Комуністичної партії України.
9 квітня — 26 серпня 1991 року — секретар Кримського республіканського комітету Комуністичної партії України з питань ідеології.
У 1991—1993 роках — віцепрезидент концерну «Інтерконт» у Кримській АРСР (Автономній Республіці Криму). У лютому — вересні 1993 року — віцепрезидент інвестиційної компанії «ІнкоКрим».
У 1992 році закінчив Київський інститут політології і соціального управління.
Член Партії економічного відродження в 1992—1998 роках.
З вересня 1993 по квітень 1994 року — заступник голови Ради міністрів Криму і голова Державного комітету у справах національностей.
У 1994—1996 роках — політичний оглядач газети «Таврические ведомости».
У 1995—1996 роках — завідувач інформаційно-аналітичного відділу Верховної ради Криму.
У 1997—1999 роках — віцепрезидент Фонду регіонального розвитку Криму, директор Центру регіональних технологій.
У 1999—2001 роках — помічник голови Ради міністрів Криму.
З 2001 року — викладач Сімферопольського факультету Харківського університету внутрішніх справ.
З травня 2002 року — радник голови Верховної ради Криму. З липня 2002 по лютий 2008 року — 1-й заступник керівника секретаріату Верховної ради Криму — начальник управління інформації, аналізу і протоколу.
З 2010 року — директор Агентства політичного консалтингу. З 2011 року — голова експертно-аналітичної ради при Раді міністрів Криму.
З червня 2014 року — заступник голови Суспільної палати Республіки Крим. З грудня 2020 року — т.в.о голови Суспільної палати Республіки Крим.

## Нагороди
- медалі
- Заслужений працівник соціальної сфери України (2004)
- Заслужений працівник місцевого самоврядування в Автономній Республіці Крим (2006)